# Rum (obwód miński)
Rum (biał. Рум; ros. Рум) – wieś na Białorusi, w obwodzie mińskim, w rejonie wołożyńskim, w sielsowiecie Wołożyn, na skraju Puszczy Nalibockiej i przy drodze magistralnej .
W II poł. XIX w. zamieszkiwany przez prawosławnych, katolików i żydów, z przewagą tych pierwszych. W dwudziestoleciu międzywojennym leżał w Polsce, w województwie nowogródzkim, w powiecie wołożyńskim.